# Vytautas Butkus
Vytautas Butkus, född den 20 februari 1949 i Kaunas i Litauen, är en sovjetisk roddare.
Han tog OS-silver i scullerfyra i samband med de olympiska roddtävlingarna 1976 i Montréal.